# Campylopus setifolius
Campylopus setifolius là một loài Rêu trong họ Dicranaceae. Loài này được Wilson mô tả khoa học đầu tiên năm 1855.